# 保罗·迪特里希·吉塞克
保罗·迪特里希·吉塞克（德語：Paul Dietrich Giseke，1741年12月8日—1796年4月26日）是德国植物学家和体育教师。
吉塞克出生于汉堡，一开始在汉堡体育馆学习体育，1764年－1767年在格丁根大学学习，后来到法国和瑞典旅行，遇到林奈，成为林奈的学生和朋友，林奈将针晶粟草属（Gisekia）用他的名字命名。
回国后，他在汉堡体育馆担任体育教授。